# Cubottaedro troncato
In geometria solida il cubottaedro troncato, detto pure grande rombicubottaedro, è uno dei tredici poliedri archimedei. 
Occorre tenere presente che, nonostante il suo nome, il cubottaedro troncato (o tronco) non può essere ottenuto semplicemente troncando un cubottaedro con un rombododecaedro di opportune dimensioni. Infatti il rapporto tra le distanze dal baricentro delle facce di cubo e ottaedro è diverso per il cubottaedro (√3/2) e il cubottaedro tronco (3-√2)/√3 ; lo stesso accade per l'icosidodecaedro e l'icosidodecaedro tronco.

## Area e volume
Indicando con a la lunghezza del lato, l'area A e il volume V sono:
{\displaystyle A=12(2+{\sqrt {2}}+{\sqrt {3}})a^{2}\approx 61.7551724a^{2}}
{\displaystyle V=(22+14{\sqrt {2}})a^{3}\approx 41.7989899a^{3}.}

## Facce, spigoli, vertici
Il cubottaedro troncato ha 3 tipi differenti di facce: ci sono 12 quadrati, 8 esagoni regolari, 6 ottagoni regolari.
Come tutti i poliedri archimedei, il cubottaedro troncato è omogeneo nei vertici: per ogni coppia di vertici esiste una simmetria del solido che sposta il primo nel secondo. Come conseguenza, i 48 vertici hanno tutti la stessa valenza (3), e più generalmente la stessa cuspide.
Gli spigoli sono 72, tutti della stessa lunghezza.

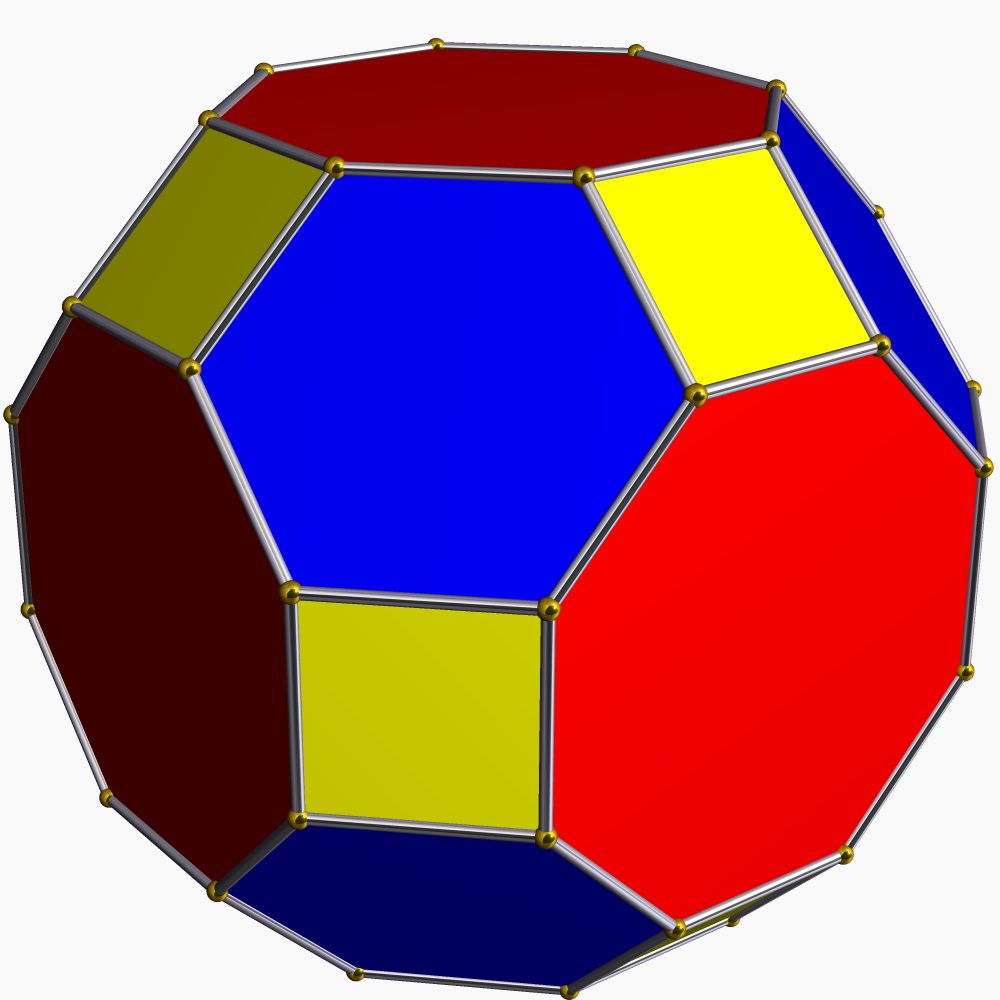
Un cubottaedro troncato

## Dualità
Il poliedro duale del cubottaedro troncato è l'esacisottaedro.

## Altri solidi

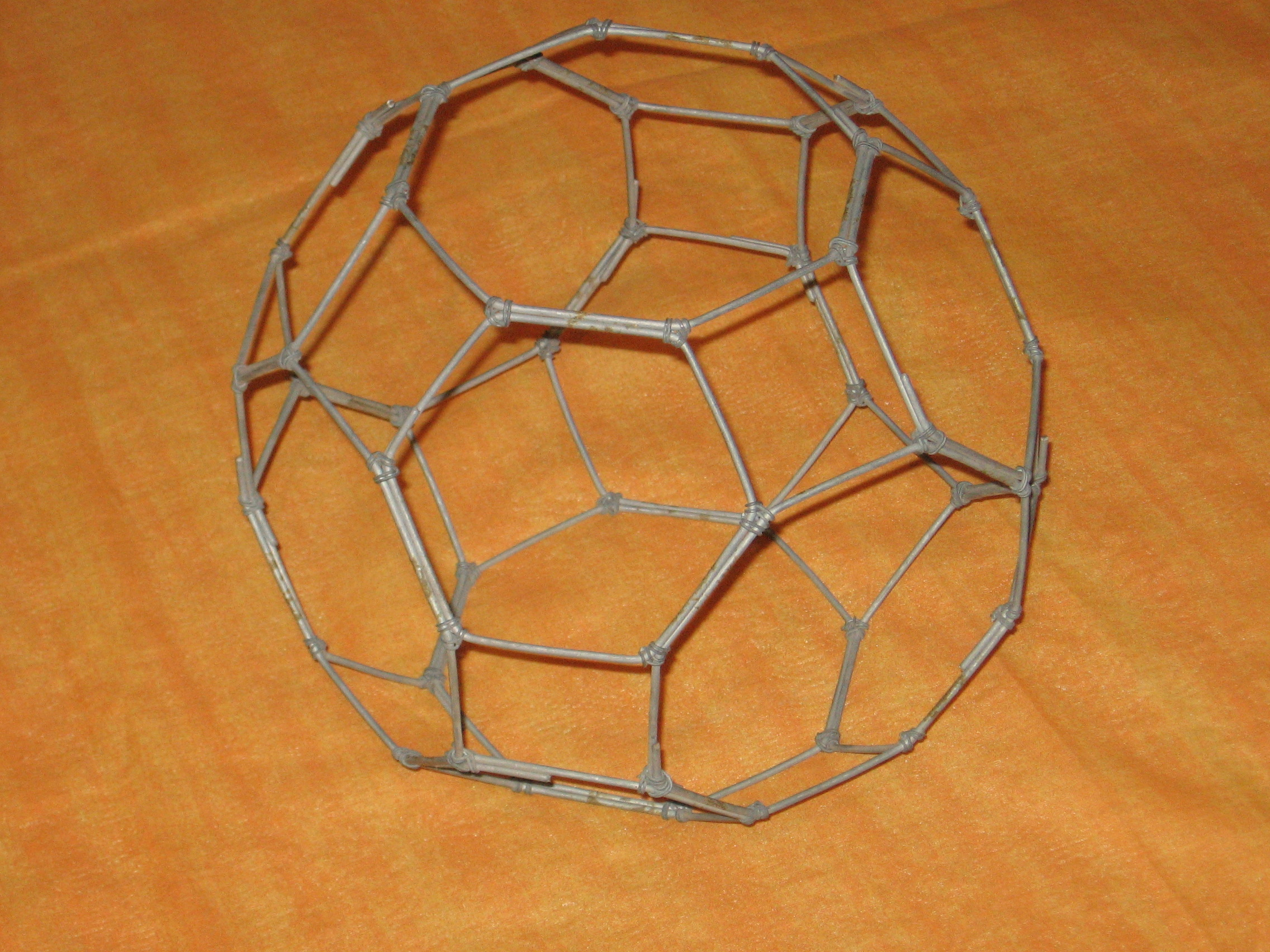
Cubottaedro troncato

Il cubottaedro troncato dà luogo ad altri solidi.
- I centri dei sei ottagoni sono vertici di un ottaedro regolare.
- I centri degli otto esagoni sono vertici di un cubo.
- I centri dei dodici quadrati sono vertici di un cubottaedro.